# Equipo de fútbol masculino de la Universidad de San Luis

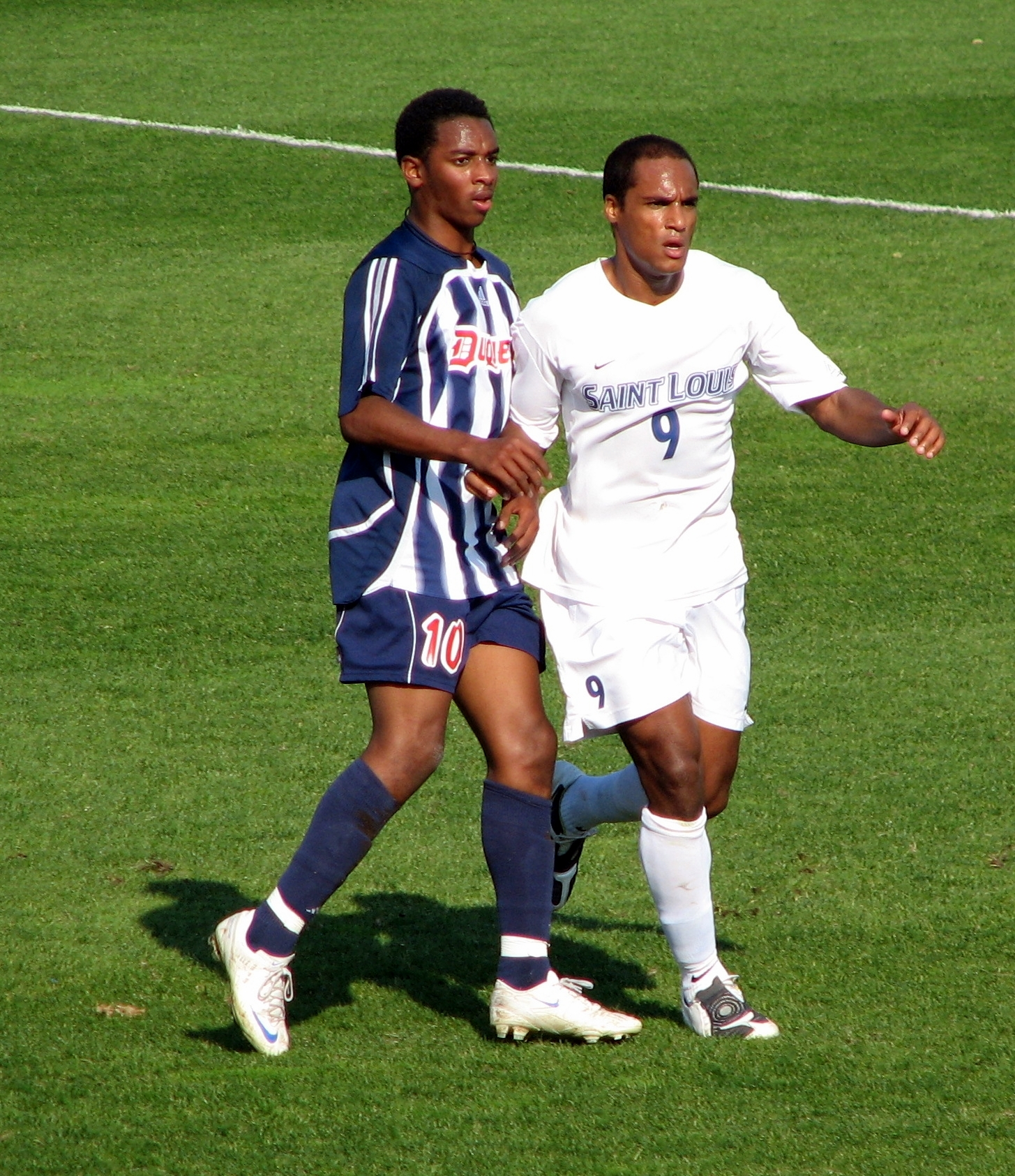
Un jugador de los Billikens en un partido contra Duquesne

El equipo de fútbol masculino de la Universidad de San Luis es el equipo de fútbol masculino de los Saint Louis Billikens. 
Compite en la Atlantic Ten Conference de la División I de la NCAA.
Se trata del equipo de fútbol masculino universitario más laureado de los Estados Unidos, con 10 títulos nacionales ganados en los años 1959, 1960, 1962, 1963, 1965, 1967, 1969, 1970, 1972 y 1973. Además, disputó las finales de 1961, 1971 y 1974, aunque las perdió. 

## Futbolistas destacados
Algunos futbolistas destacados que jugaron en los Billikens son:
- Pat McBride, futbolista de St. Louis Stars, internacional con la selección de fútbol de los Estados Unidos.
- Brad Davis de MetroStars, FC Dallas y Houston Dynamo, internacional con la selección de fútbol de los Estados Unidos.
- Brian McBride, futbolista de Everton F.C. (Inglaterra), Fulham Football Club (Inglaterra) y Chicago Fire.
- Vedad Ibišević, futbolista de Paris Saint-Germain Football Club (Francia) Dijon Football Côte d'Or (Francia), Alemannia Aachen (Alemania), TSG 1899 Hoffenheim (Alemania), internacional con la selección de fútbol de Bosnia y Herzegovina.
- Will John, futbolista de Chicago Fire y Kansas City Wizards.
- Tim Ream, futbolista de Red Bull New York.